# Christian de La Malène
Christian Lunet de La Malène (ur. 5 grudnia 1920 w Nîmes, zm. 26 września 2007 w Paryżu) – francuski polityk i samorządowiec, wieloletni parlamentarzysta krajowy oraz eurodeputowany, w 1968 minister badań naukowych.

## Życiorys
W czasie II wojny światowej był żołnierzem armii francuskiej. W 1940 dostał się do niewoli, po ucieczce kontynuował służbę wojskową, kończąc ją w stopniu porucznika. Studiował w Paryżu prawo, specjalizował się w socjologii. Był wieloletnim działaczem gaullistowskim. Dołączył do Zgromadzenia Narodu Francuskiego, od 1948 był sekretarzem do spraw administracyjnych frakcji tej partii w Radzie Republiki, wyższej izbie parlamentu IV Republiki.
W 1958 po raz pierwszy wybrany do Zgromadzenia Narodowego. Z powodzeniem ubiegał się o reelekcję w wyborach w 1962, 1967, 1968 i 1973, kandydując z ramienia kolejnych partii gaullistowskich UNR i UDR. Działał następnie w Zgromadzeniu na rzecz Republiki (w 1999 współtworzył frakcję Powstań Republiko) oraz w Unii na rzecz Ruchu Ludowego. Od sierpnia 1961 do kwietnia 1962 pełnił funkcję sekretarza stanu do spraw informacji w gabinecie premiera. Od maja do lipca 1968 sprawował urząd ministra badań naukowych w rządzie, którym kierował Georges Pompidou.
W latach 1965–1989 zasiadał w radzie miejskiej Paryża, od 1977 był zastępcą mera, w tym w latach 1977–1983 pierwszym zastępcą mera. W 1977 wybrany w skład Senatu, mandat senatora wykonywał do 2004. Od 1959 był członkiem Parlamentu Europejskiego. Po wprowadzeniu wyborów powszechnych był trzykrotnie (w 1979, 1984 i 1989) wybierany do tego gremium, zasiadając w nim do 1994.